# Melanoplus cherokee
Melanoplus cherokee är en insektsart som beskrevs av Morgan Hebard 1935. Melanoplus cherokee ingår i släktet Melanoplus och familjen gräshoppor. Inga underarter finns listade i Catalogue of Life.